# Elim Garak
Elim Garak es un personaje ficticio en la serie de televisión Star Trek: Espacio profundo nueve interpretado por Andrew J. Robinson. Es un cardasiano, y es el sastre de la tienda de la estación espacial Espacio Profundo 9.

## Biografía

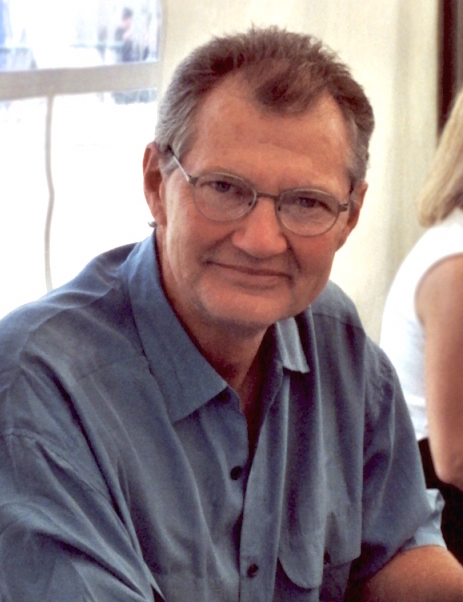
El actor estadounidense Andrew Robinson en la convención de SF ExpoTrek en Hannover, Alemania, 2000

Garak es el único cardasiano en el exilio en la estación Espacio Profundo 9. Se describe a sí mismo como un "simple sastre", pero cuando el doctor Julian Bashir lo conoce, sospecha que tiene mucho que esconder. De hecho, nada de lo que dice Garak se puede creer con certeza, lo que permite a los guionistas cambiar a voluntad su vida pasada.
Antes de la retirada de los cardasianos de Bajor, Garak era un espía de la Orden Obsidiana, así como el brazo derecho e hijo ilegítimo de su jefe, Enabran Tain. También fue jardinero de la embajada cardasiana en Rómulo. Él era muy inteligente, amaba Cardasia y su estado imperialista y totalitarista y también tenía pocos escrúpulos. Era un gran experto en interrogatorios y Tain le admiraba por no usar la violencia en ellos. Un día una traición de Garak hacia Tain fue la causa de su exilio en Espacio Profundo 9, ya que Tain le envió allí por ello. Así empezó su carrera como sastre, cosa que ne le es fácil por estar rodeado de gente que le odia por ser cardasiano.  
Allí hace todo lo posible para tener una buena relación con la tripulación para que no le envíen otra vez a Cardasia hasta el punto de ayudarles, si tienen problemas relacionados con los cardasianos. En el caso de Gul Dukat, que es un problema especial para ellos, él incluso lo hace con gusto por haber sido desde siempre enemigo de él ya que fue el responsable de la ejecución de su padre por parte de Cardasia por ser corrupto, por lo que Gul Dukat incluso intentó matarlo en el pasado. Aun así no quiere que alguien sepa quien fue en el pasado. De esa manera Garak gana la fama en Espacio Profundo 9 de ser un experto en mentir y en decir medias verdades. A pesar de todo, con el tiempo, Garak desarrolla una buena relación con Julian Bashir y Odo, a quienes, con el tiempo, revelará gradualmente su pasado cuando tienen problemas relacionados con su pasado como agente de la Orden Obsdiana.  
En el 2371 Garak es testigo de la derrota completa de la flota cardasiana-romulana dirigida por Tain frente al Dominio. En el 2373 también es testigo de la muerte de Tain en un campo de detención del Dominio, adonde le enviaron después de su derrota junto con otros cardasianos y romulanos. Antes de morir Garak le prometió vengar su muerte a cambio de que le reconociese como hijo, cosa que hace. Desde entonces se pone al lado de la Federación contra el Dominio, cosa que también hace porque Cardasia se pone del lado del Dominio bajo la dirección de Gul Dukat, que todavía quiere verlo muerto. Desde entonces, gradualmente, todos en la estación empiezan a fiarse de él. 
Cuando Tora Ziyal, la hija ilegítima (medio bajorana y medio cardasiana) de Gul Dukat, permanece en la estación, Garak se enamora de ella. Registra muy gran pésame, cuando muere.
Durante la Guerra del Dominio que tiene lugar en el Cuadrante Alfa, Garak es una fuente de información sobre Cardasia para la Federación. También les ayuda a descodificar transmisiones cardasianas para ese propósito  e incluso participa directamente en la guerra. Aunque todo es una fuente de remordimiento para él, es consciente de que la ayuda que da a la Federación contra su pueblo es la única solución para salvarlo. Finalmente también juega un papel decisivo en la movilización de los romulanos contra el Dominio.
En el 2375 Garak vuelve a su planeta junto con Odo y Kira para ayudar a la resistencia cardasiana en su misión de echar de Cardasia al Dominio. Él contribuye a la derrota del Dominio y como tal también contribuye a la muerte de Weyoun y a la captura de la Fundadora.
Después de la guerra, Garak permanece en Cardasia cumpliendo así su deseo de volver pero siendo también consciente, que está prácticamente destruido y con 800 millones de víctimas. Durante una deliberación él también muestra un cambio de actitud frente a su planeta, ya que llega a la conclusión que Cardasia recibió lo que se mereció por todo lo que hizo en el pasado, una actitud que le fue posible desarrollar por vivir en el exilio y poder así ver las cosas desde la perspectiva de otros y de las víctimas de Cardasia.